# Света Елена (Калифорния)
Вижте пояснителната страница за други значения на Света Елена.
Света Елена (на английски: St. Helena) е град в окръг Напа, в района на залива на Сан Франциско, щата Калифорния, САЩ. Света Елена е с население от 6196 души (по приблизителна оценка от 2017 г.). Общата площ на Света Елена е 12,30 кв. км (4,70 кв. мили).